# Elecciones generales de Sudáfrica de 1981
Las elecciones generales de Sudáfrica de 1981 se celebraron el 29 de abril de 1981. El Partido Nacional (NP), bajo el liderazgo de Pieter Willem Botha desde 1978, perdió algo de apoyo, pero logró otra victoria aplastante, ganando 131 de los 165 escaños elegidos directamente en la Cámara de la Asamblea.
Mientras tanto, el Partido Federal Progresista, dirigido desde 1979 por Frederik van Zyl Slabbert, aumentó su representación a 26 escaños, consolidando así su posición como oposición oficial. El Partido Nacional Reconstituido (HNP), ahora bajo el liderazgo de Jaap Marais y representando a los conservadores de derecha afrikáner, recibió el 14,1% de los votos. Pese a esto, no logró ganar escaños debido al sistema electoral de escrutinio mayoritario uninominal. No obstante, en 1985, el candidato del HNP Louis Stofberg lograría una victoria en una elección parcial del distrito de Sasolburg.
A pesar de las divisiones entre la oposición, el NP perdió tres escaños en comparación con su resultado récord de 1977.

## Antecedentes
Las elecciones de 1981 fueron las primeras desde la abolición del Senado y los cambios constitucionales en curso destinados a traer un sistema más presidencial. La Cámara de la Asamblea se había convertido en la única cámara del Parlamento.
Las elecciones también fueron las últimas en celebrarse bajo la entonces constitución de 1961, bajo la cual Sudáfrica se había convertido en una república, manteniendo un sistema parlamentario al estilo de Westminster. En política exterior, era probable que el Acuerdo de la Cámara de Lancaster y el cambio al gobierno de la mayoría negra y un gobierno de ZANU-PF en el recientemente independiente Zimbabue el año anterior, hubieran afectado los resultados, incluido el impulso para el HNP y el aumento de la cautela blanca hacia la política del gobierno. La guerra de Angola y las guerras fronterizas también se habían librado sin resultados obvios, con una UNITA respaldada por Sudáfrica en feroz oposición al gobierno de la MPLA en Luanda. Superar los costos y no lograr los objetivos estratégicos habrían alejado tanto a los votantes liberales como a los más insatisfechos con los acontecimientos en un continente que, una década antes, Sudáfrica habría dominado militarmente. El levantamiento de Soweto de 1976 y las siguientes sanciones y boicots también afectaron a la economía sudafricana, causando salarios estancados, desempleo y alienación psicológica que impulsaron una mayor insatisfacción de los votantes.
Aunque técnicamente un sistema de Westminster, las reformas iniciales de Botha de la Cámara de la Asamblea ahora incluían doce miembros adicionales, cuatro de los cuales fueron nombrados por el Presidente del Estado y ocho fueron elegidos indirectamente por los miembros elegidos directamente. Estas reformas aseguraron la mayoría existente del PN, que se volvió aún más importante con la introducción prevista del Parlamento Tricameral en 1984, con el papel mayoritario del PN volviéndose más frágil con la introducción de representantes coloured e indios, aunque en diferentes cámaras. Los miembros adicionales fueron elegidos por medio de representación proporcional y voto único transferible. 

## Resultados

### Nacionales
|  | 57.66 % |

|  | 19.65 % |

|  | 14.17 % |

|  | 6.93 % |

|  | 1.42 % |

|  | 0.17 % |

|  | 59.90 % |

### Por provincia (escaños obtenidos)
| Provincia              | NP  | NRP | PFP | Total |
| ---------------------- | --- | --- | --- | ----- |
| Transvaal              | 67  | 0   | 9   | 76    |
| Cabo                   | 43  | 1   | 11  | 55    |
| Natal                  | 7   | 7   | 6   | 20    |
| Estado Libre de Orange | 14  | 0   | 0   | 14    |
| Total                  | 131 | 8   | 26  | 165   |